# Leif Garrett
Leif Garrett, pseudonimo di Leif Per Nervik (Hollywood, 8 novembre 1961), è un attore e cantante statunitense.

## Biografia
Figlio di Carolin Underwood, sceneggiatrice e fratello di Dawn, il primo film dove recitò era Bob & Carol & Ted & Alice del 1969 e, a quel tempo, aveva 8 anni.
Decise di dedicarsi al canto riuscendo a firmare un contratto con la Atlantic Records, il suo primo album Leif Garrett venne inciso nel 1977. Conosciuto in Italia negli anni 1979-1981 con diverse apparizioni televisive, come quella del 1979, dove a L'altra domenica cantava I Was Made for Dancin' e a La sberla condotto da Daniela Poggi dove canta e balla altri suoi pezzi.
Il singolo I Am a Rebel, composto per lui da Victorio Pezzolla, divenne in seguito la sigla del programma televisivo italiano Il barattolo, condotto da Fabrizio Frizzi.
Nel 1979, poco prima di compiere diciotto anni, Leif alla guida di una Porsche ebbe un incidente in cui un suo amico rimase paralizzato. Fu denunciato nel gennaio 1980 e, sette anni dopo, l'assicurazione (intestata alla madre di Garrett) pagò un risarcimento alla vittima di 6 milioni di dollari. I due sono rimasti in contatto fino alla morte dell'amico, avvenuta nel 2017.
Il 14 gennaio 2006 venne arrestato a Los Angeles in California per possesso di droghe.
Inaspettatamente, la sua voce ricomparirà nel disco The Crybaby (2000) della band post-grunge Melvins, dove interpreta una cover di Smell Like Teen Spirit dei Nirvana.
Fra i suoi amori quello con l'attrice Nicollette Sheridan (1979-1985, senza sposarsi) e con l'attrice Justine Bateman.

## Riconoscimenti
- Young Hollywood Hall of Fame (1970's)

- 1977 – Bravo Otto
  - Candidatura al miglior attore

- 1978 – Western Heritage Awards
  - Bronze Wrangler per Peter Lundy and the Medicine Hat Stallion (con Ed Friendly, Michael O'Herlihy, Jack Turley e Milo O'Shea)

## Discografia parziale

### Album
- 1977 - Leif Garrett
- 1978 - Feel the Need
- 1979 - Same Goes for You
- 1980 - Can't Explain
- 1981 - My Movie of You
- 1998 -  The Leif Garrett Collection (Greatest Hits)

### Singoli
- 1978 - I Was Made for Dancin'/Living Without Your Love
- 1979 - Feel the Need/New York City Nights
- 1980 - I Was Lookin' for Someone to Love/Same Goes for You
- 1981 - I Am a Rebel
- 1981 - Runaway Rita/Every Night with You

## Filmografia

### Cinema
- Bob & Carol & Ted & Alice, regia di Paul Mazursky (1969) Non accreditato
- Un duro per la legge (Walking Tall), regia di Phil Karlson (1973)
- The Horrible House on the Hill (Peopletoys), regia di Sean MacGregor e David Sheldon (non accreditato) (1974)
- Vivere pericolosamente (Macon County Line), regia di Richard Compton (1974)
- I giorni roventi del poliziotto Buford (Walking Tall Part II), regia di Earl Bellamy (1975)
- Diamante Lobo, regia di Frank Kramer (1976)
- L'uomo di Santa Cruz (Kid Vengeance), regia di Joseph Manduke (1977)
- Final Chapter: Walking Tall, regia di Jack Starrett (1977)
- Tigres de papel, regia di Fernando Colomo (1977) Non accreditato
- Skateboard, regia di George Gage (1978)
- Sgt. Pepper's Lonely Hearts Club Band, regia di Michael Schultz (1978)
- Longshot, regia di E.W. Swackhamer (1981)
- Gossip, regia di Don Boyd (1982)
- I ragazzi della 56ª strada (The Outsiders), regia di Francis Ford Coppola (1983)
- Thunder Alley, regia di J.S. Cardone (1985)
- Chi ha incastrato Judd e Casey? (Shaker Run), regia di Bruce Morrison (1985)
- Febbre d'estate (Delta Fever), regia di William Webb (1987)
- Bloody Nightmare (Cheerleader Camp), regia di John Quinn (1988)
- L'assassino chiama due volte (Party Line), regia di William Webb (1988)
- Il banchiere (The Banker), regia di William Webb (1989)
- I visitatori del sabato sera (The Spirit of '76), regia di Lucas Reiner (1990)
- Dominion, regia di Michael G. Kehoe (1995)
- The Whispering, regia di Gregory Gieras (1995)
- I Woke Up Early the Day I Died, regia di Aris Iliopulos (1998)
- The Next Tenant, regia di Randy Wyatt (1998)
- The Art of a Bullet, regia di Michael G. Kehoe (1999)
- Dickie Roberts - Ex Piccola Star (Dickie Roberts: Former Child Star), regia di Sam Weisman (2003)
- Popstar, regia di Richard Gabai (2005)
- Circumstances of Fate, regia di Joe Tornatore e Michael Chapa (non accreditato) (2006) Uscito in home video
- Fish Mich, regia di Bo Brinkman (2009)

### Televisione
- La tata e il professore (Nanny and the Professor) – serie TV, 1 episodio (1970)
- Tre nipoti e un maggiordomo (Family Affair) – serie TV, 1 episodio (1970)
- Black Noon, regia di Bernard L. Kowalski (1971)
- Lo sceriffo del sud (Cade's County) – serie TV, 1 episodio (1971)
- Cannon – serie TV, 1 episodio (1971)
- Arnie – serie TV, 1 episodio (1971)
- F.B.I. (The F.B.I.) – serie TV, 1 episodio (1972)
- Gunsmoke – serie TV, 1 episodio (1972)
- The Wide World of Mystery – serie TV, 1 episodio (1973)
- Ghost Story – serie TV, 1 episodio (1973)
- Doc Elliot – serie TV, 1 episodio (1973)
- Apple's Way – serie TV, 2 episodi (1974)
- Tutti volevano bene a zio Johnny (Strange Homecoming), regia di Lee H. Katzin - film TV (1974)
- Dove corri Joe? (Run, Joe, Run) – serie TV, 1 episodio (1974)
- The Last Survivors, regia di Lee H. Katzin – film TV (1975)
- La strana coppia (The Odd Couple) – serie TV, 2 episodi (1974-1975)
- Three for the Road – serie TV, 13 episodi (1975)
- ABC Afterschool Specials – serie TV, 1 episodio (1976)
- Inondazione (Flood!), regia di Earl Bellamy – film TV (1976)
- Peter Lundy and the Medicine Hat Stallion, regia di Michael O'Herlihy – film TV (1977)
- The Hanna-Barbera Happy Hour – serie TV, 2 episodi (1978)
- Wonder Woman – serie TV, 1 episodio (1978)
- In casa Lawrence (Family) – serie TV, 2 episodi (1978-1979)
- CHiPs – serie TV, 2 episodi (1979)
- Visite a domicilio (House Calls) – serie TV, 1 episodio (1980)
- Hunter – serie TV, 1 episodio (1987)
- Superboy – serie TV, 1 episodio (1988)
- Monsters – serie TV, 1 episodio (1989)
- Susan (Suddenly Susan) – serie TV, 1 episodio (1999)
- American Black Beauty, regia di Richard Gabai – film TV (2005)